# Lista de lemas dos monarcas da Dinamarca
Esta é uma lista de lemas dos monarcas da Dinamarca (em dinamarquês: valgsprog). Enquanto que muitos países possuem um lema fixo, a Dinamarca muda o seu a cada reinado de um novo soberano. O uso de um lema real é uma tradição antiga, datando de pelo menos 500 anos. Antigamente, esses lemas costumavam ser exibidos em moedas dinamarquesas, geralmente na forma latina.
| Monarca        | Reinado           | Lema em latim/dinamarquês                                         | Tradução                                              |
| -------------- | ----------------- | ----------------------------------------------------------------- | ----------------------------------------------------- |
| Cristiano I    | 1448 - 1481       | VIRTUTI MONSTRANTE VIAM (Dyden viser vejen)                       | A virtude mostra o caminho                            |
| João           | 1481 - 1513       | PRO LEGE ET GREGE (For lov og flok)                               | Para a lei e o rebanho                                |
| Cristiano II   | 1513 - 1523       | SIC ERAT IN FATIS (Så var det beskikket)                          | Então foi destinado                                   |
| Frederico I    | 1523 - 1533       | NIHIL SINE NUMINE (Intet uden Gud)                                | Nada sem Deus                                         |
| Cristiano III  | 1534 - 1559       | SPES MEA SOLUS DEUS (Ske Herrens vilje)                           | Deus é minha única esperança                          |
| Frederico II   | 1559 - 1588       | DEUS REFUGIU ET FIDUSIA MEA (Mit håb er Gud alene)                | Deus é meu refúgio e minha confiança                  |
| Cristiano IV   | 1588 - 1648       | REGNA FIRMAT PIETAS (Fromhed styrker rigerne)                     | A piedade fortalece os reinos                         |
| Frederico III  | 1648 - 1670       | DOMINUS PROVIDEBIT (Herren være mit forsyn)                       | O Senhor será minha providência                       |
| Cristiano V    | 1670 - 1699       | PIETATE ET IUSTITIA (Med fromhed og retfærdighed)                 | Com piedade e justiça                                 |
| Frederico IV   | 1699 - 1730       | DOMINUS MIHI ADIUTOR (Herren være min hjælper)                    | O Senhor seja meu ajudador                            |
| Cristiano VI   | 1730 - 1746       | -                                                                 | -                                                     |
| Frederico V    | 1746 - 1766       | PRUDENTIA ET CONSTANTIA (Med klogskab og standhaftighed)          | Com prudência e consistência                          |
| Cristiano VII  | 1766 - 1808       | GLORIA EX AMORE PATRIÆ (Fædrelandets kærlighed er min berømmelse) | O amor da pátria é minha recompensa                   |
| Frederico VI   | 1808 - 1839       | DEO ET JUSTAE CAUSAE (Gud og den retfærdige sag)                  | Deus e a justa causa                                  |
| Cristiano VIII | 1839 - 1848       | Gud og fædrelandet                                                | Deus e a pátria                                       |
| Frederico VII  | 1848 - 1863       | Folkets kærlighed, min styrke                                     | O amor do povo, minha força                           |
| Cristiano IX   | 1863 - 1906       | Med Gud for ære og ret                                            | Com Deus para honra e justiça                         |
| Frederico VIII | 1906 - 1912       | Herren er min hjælper                                             | O Senhor é meu ajudador                               |
| Cristiano X    | 1912 - 1947       | Min Gud, mit land, min ære                                        | Meu Deus, meu país, minha honra                       |
| Frederico IX   | 1947 - 1972       | Med Gud for Danmark                                               | Com Deus pela Dinamarca                               |
| Margarida II   | 1972 - atualmente | Guds hjælp, folkets kærlighed, Danmarks styrke                    | A ajuda de Deus, o amor do povo, a força da Dinamarca |